# Unión Italiana del Trabajo
La Unión Italiana del Trabajo (UIL),en italiano: Unione Italiana del Lavoro, es una de las centrales sindicales italianas, el tercero en importancia.
En 1948, la CGIL está fortaleciendo sus relaciones con el PCI, y esa fue la razón por la que un grupo de sindicalistas de inspiración católica, se separó y fundó la CISL. Otro grupo de sindicalistas de inspiración socialdemócrata fundò la Federación Italiana del Trabajo, desde esta la UIL se fundó el 5 de marzo de 1950 con el nombre de Unión Italiana del Trabajo, con un componente socialdemócrata fuerte. Con los años, CISL y UIL han encontrado a menudo al lado del otro en la lucha sindical, ya veces se encuentran en posiciones diferentes a las de la CGIL.

## La unidad sindical
Ya en los años setenta y ochenta, sin embargo, CGIL, CISL y UIL puede luchando para recuperar la tan deseada unidad sindical, con el compromiso de los tres grupos de trabajadores a actuar lo más independiente posible de los partidos políticos.

## Secretario Nacional
| 1953-1969 | Italo Viglianesi                               |
| 1969-1971 | Lino Ravecca, Ruggero Ravenna e Raffaele Vanni |
| 1971-1976 | Raffaele Vanni                                 |
| 1976-1992 | Giorgio Benvenuto                              |
| 1992-2000 | Pietro Larizza                                 |
| 2000-     | Luigi Angeletti                                |

## Federaciones
- FeNEAL
- UILA
- UILCA
- UILCEM
- UIL COM
- UIL FPL
- UILM
- UIL OO.CC.
- UILPA
- UIL Pensionati
- UIL POST
- UIL Scuola
- UILT
- UILTA
- UIL Tem.p@
- UILTuCS